# Deborrea argentacea
Deborrea argentacea är en fjärilsart som beskrevs av Charles Oberthür 1909. Deborrea argentacea ingår i släktet Deborrea och familjen säckspinnare. Inga underarter finns listade i Catalogue of Life.